# 糟谷憲一
糟谷 憲一（かすや けんいち、1949年 - ）は、日本の歴史学者。一橋大学名誉教授。専門は朝鮮史で朝鮮史研究会会長、歴史科学協議会代表理事なども務めた。

## 経歴
1973年東京大学文学部東洋史学専修課程卒業。1979年東京大学大学院人文科学研究科東洋史学専門課程博士課程単位取得退学。
卒業後は財団法人東洋文庫に所属して日本学術振興会奨励研究員。同年東京大学文学部助手。1982年には新潟大学人文学部助教授となる。1995年に一橋大学社会学部助教授となり、1996年より一橋大学社会学部教授。そして、2000年より一橋大学大学院社会学研究科総合社会科学専攻歴史社会研究分野（社会史アジア）教授。2013年に定年退職し、一橋大学名誉教授、特任教授となる。
専門は17世紀から19世紀にかけての朝鮮史や日本統治時代の朝鮮の体制で、朝鮮史研究会会長、歴史科学協議会代表理事も務めた。指導学生に加藤圭木（一橋大学准教授）、尹明淑（忠南大学校主任研究員）、愼蒼宇（法政大学教授）、酒井裕美（大阪大学教授）、三ツ井崇（東京大学教授）など。

## 著作
著書
- "Asian Studies in Japan, PartII-8"The Centre for East Asian Culture Studies 1990年
- 『朝鮮の近代』山川出版社 1996年
- 『朝鮮史〈世界各国史2〉』（共著）山川出版社 2000年
- 『日本所在朝鮮戸籍関係資料解題』（共著）財団法人東洋文庫 2004年
- 『朝鮮現代史』（並木真人,林雄介と共著）山川出版社 2016年
- 『朝鮮史1』（李成市,宮嶋博史と共編）山川出版社 2017年
- 『朝鮮史2』（李成市,宮嶋博史と共編）山川出版社 2017年

訳書
- アンドレ・シュミット『帝国のはざまで―朝鮮近代とナショナリズム』名古屋大学出版会 2007年